# Station Aachen-Rothe Erde
Station Aachen Rothe Erde (Duits: Bahnhof Aachen Rothe Erde) is het spoorwegstation van Rothe Erde, een wijk in de Duitse stad Aken. Het station ligt aan de spoorlijnen Aken – Keulen en Aken-Rothe Erde – Aken Noord. Voorheen lag het ook aan de lijn Aken – Sankt-Vith (Vennbahn).
Het station is genoemd naar het oostelijke stadsdeel Rothe Erde, en was in het verleden een belangrijk goederenstation door de ligging aan het einde van de Vennbahn. Het station is in 2007 grondig gesaneerd en gerenoveerd, en op de locatie van het oude goederenstation is het grote winkelcentrum Aachen Arkaden gebouwd.

## Treinverbindingen
| Serie      | Treinsoort                          | Route | Bijzonderheden                                                                                          |
| ---------- | ----------------------------------- | --- | --- |
| RE 1 (RRX) | Regional-Express (National Express) | Aachen Hbf – Aachen-Rothe Erde – Stolberg (Rheinl) Hbf – Eschweiler Hbf – Düren – Köln Hbf – Düsseldorf Hbf – Duisburg Hbf – Essen Hbf – Dortmund Hbf – Hamm (Westf)                     | NRW-Express                                                                                             |
| RE 9       | Regional-Express (DB Regio NRW)     | Aachen Hbf – Aachen-Rothe Erde – Stolberg (Rheinl) Hbf – Eschweiler Hbf – Düren – Köln Hbf – Siegburg/Bonn – Hennef (Sieg) – Eitorf – Siegen                                             | Rhein-Sieg-Express                                                                                      |
| RB 20      | Regionalbahn (DB Regio NRW)         | Stolberg (Rheinl) Hbf – Eschweiler-St. Jöris – Alsdorf-Annapark – Herzogenrath – Aachen Hbf – Aachen-Rothe Erde – Stolberg (Rheinl) Hbf – [ Stolberg Altstadt ] / [ Langerwehe – Düren ] | |
| S 19       | S-Bahn (DB Regio NRW)               | (Aachen Hbf – Aachen-Rothe Erde – ) Düren – Horrem – Köln-Ehrenfeld – Köln Hbf – Köln/Bonn Luchthaven – Troisdorf – Siegburg/Bonn – Hennef (Sieg) – Eitorf – Au (Sieg)                   | Rijdt alleen twee keer per nacht tussen Aachen Hbf en Düren. Dienstregeling S19 geldig vanaf 10-12-2023 |

## Voor- en natransport
- Lijn 5: Universitair Ziekenhuis Aken – Brand
- Lijn 15: Elisenbrunnen – Mausbach
- Lijn 25: Vaals – Stolberg
- Lijn 34: Kerkrade – Brand
- Lijn 35: Vaals – Breinig
- Lijn 41: Aachen Bushof – Sief
- Lijn 45: Universitair Ziekenhuis Aken – Brand
- Lijn 55: Vaals – Lichtenbusch
- Lijn 57: Herzogenrath – Verlautenheide
- Lijn 65: Elisenbrunnen – Walheim
- Lijn 66:[7] Aachen Bushof – Kornelimünster – Walheim – Roetgen – Imgenbroich – Monschau (Zon- en feestdagen met fietsaanhangwagen[8][9])
- Lijn 68:[10] Aachen Bushof – Kornelimünster – Walheim – Roetgen – Lammersdorf – Simmerath – Woffelsbach – Rurberg
- Lijn 70: Vaals – Pascalstraße
- Lijn 73: Universitair Ziekenhuis Aken – Rothe Erde
- Lijn 125: Elisenbrunnen – Stolberg
- Lijn 135: Elisenbrunnen – Hahn
- Lijn 173: Universitair Ziekenhuis Aken – Brand
- Lijn N1: Lichtenbusch – Elisenbrunnen
- Lijn N5: Elisenbrunnen – Walheim

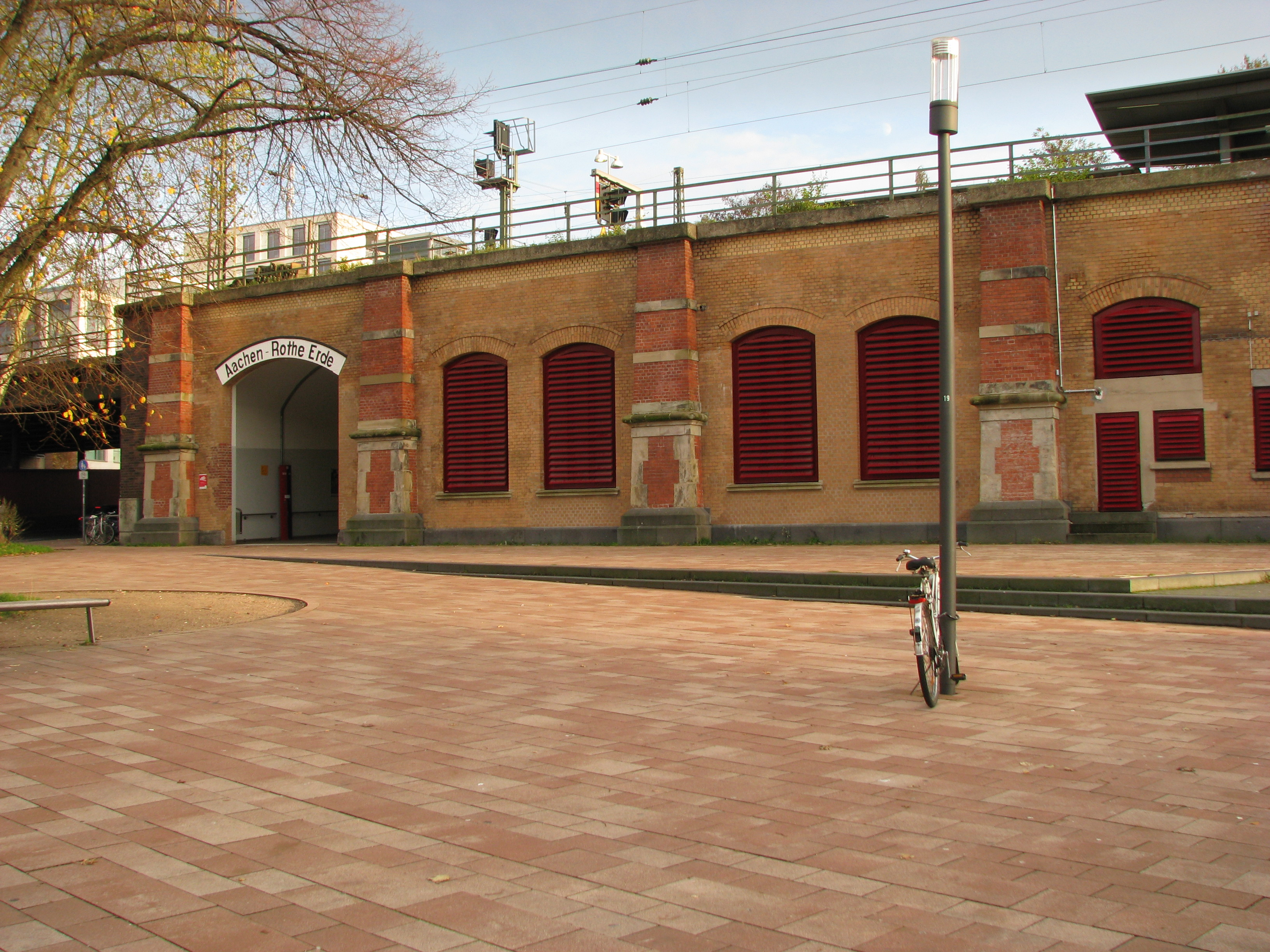
Ingang station
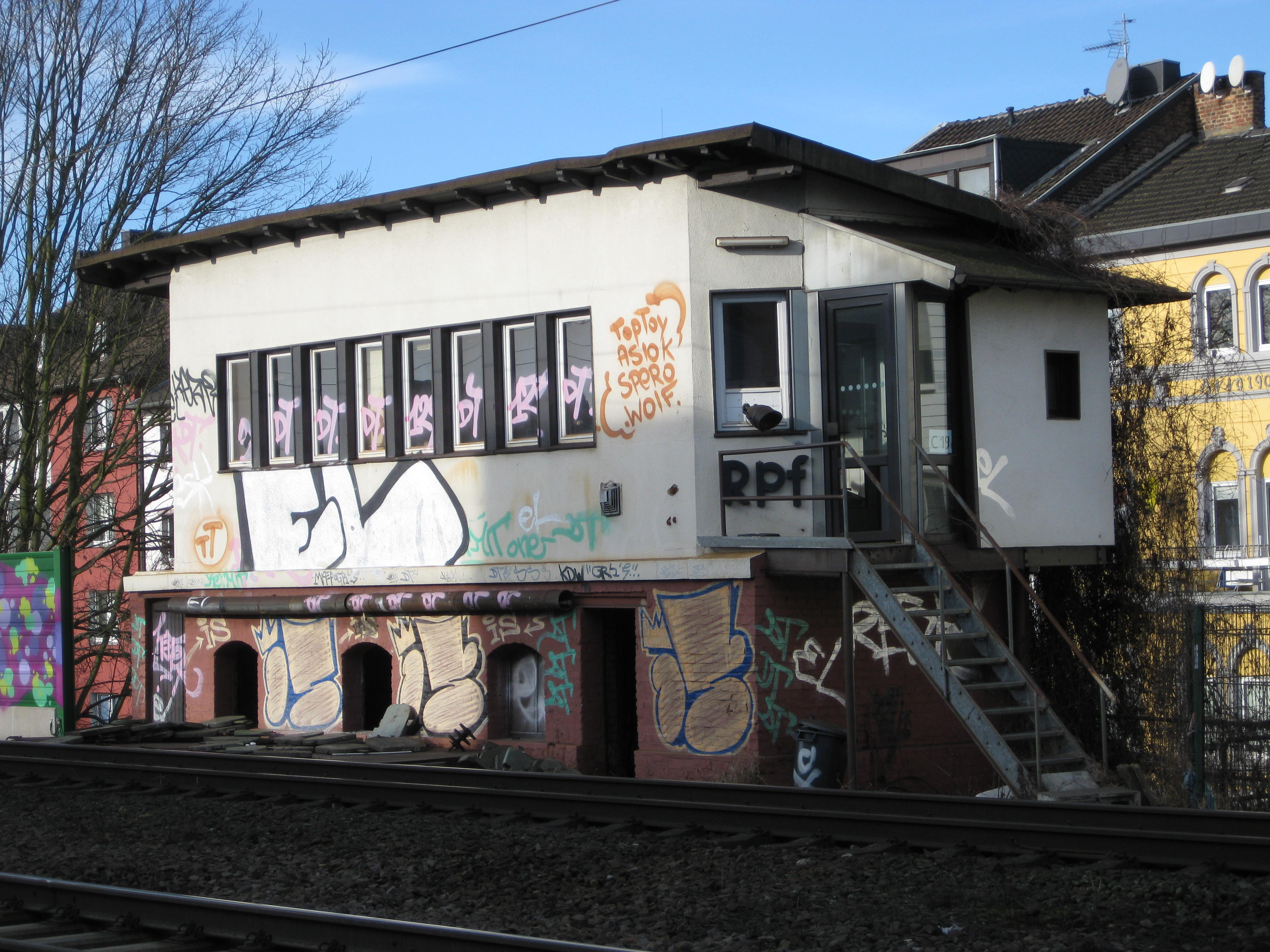
het oude seinhuis
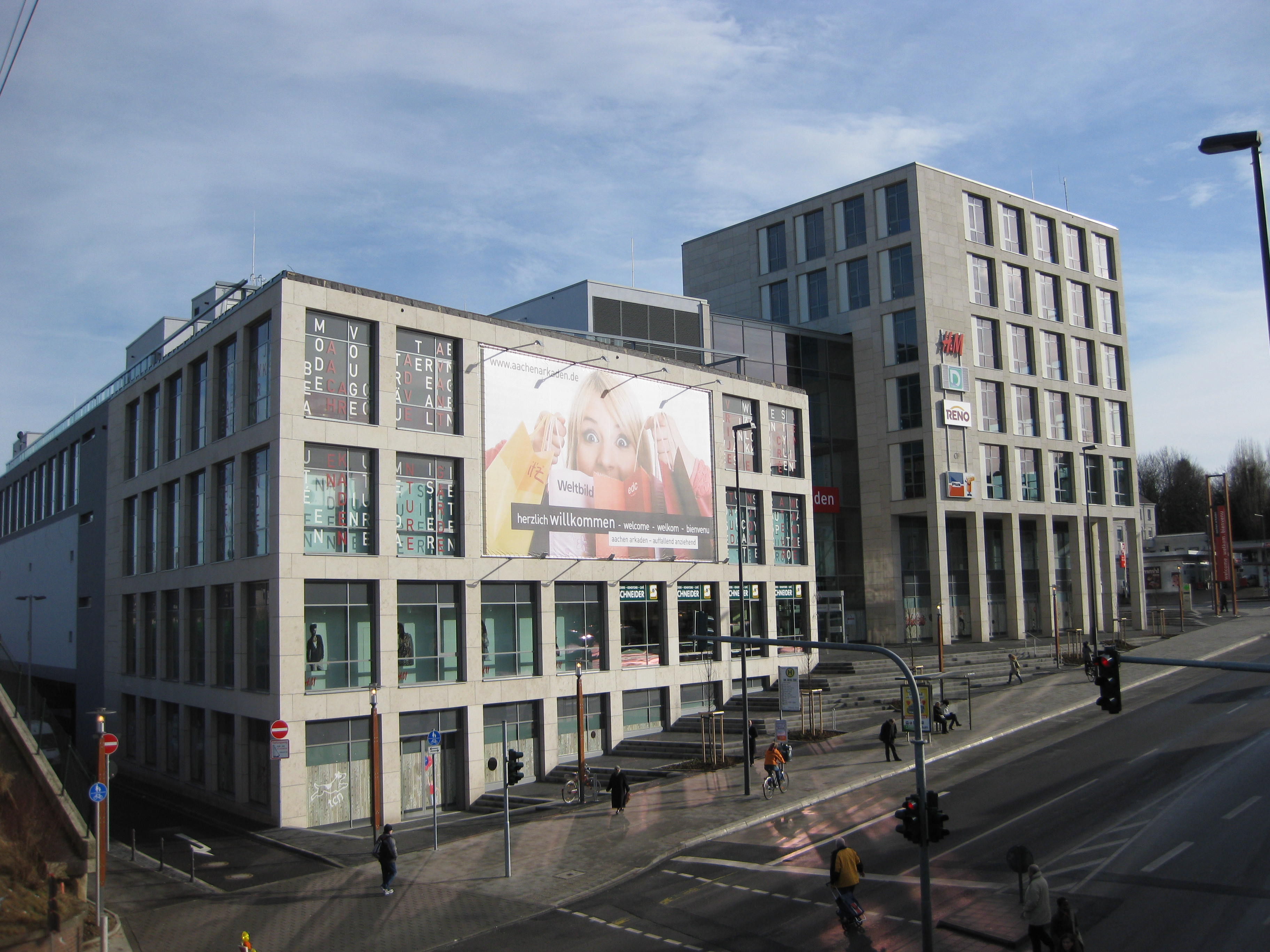
Winkelcentrum Aachen Arkaden
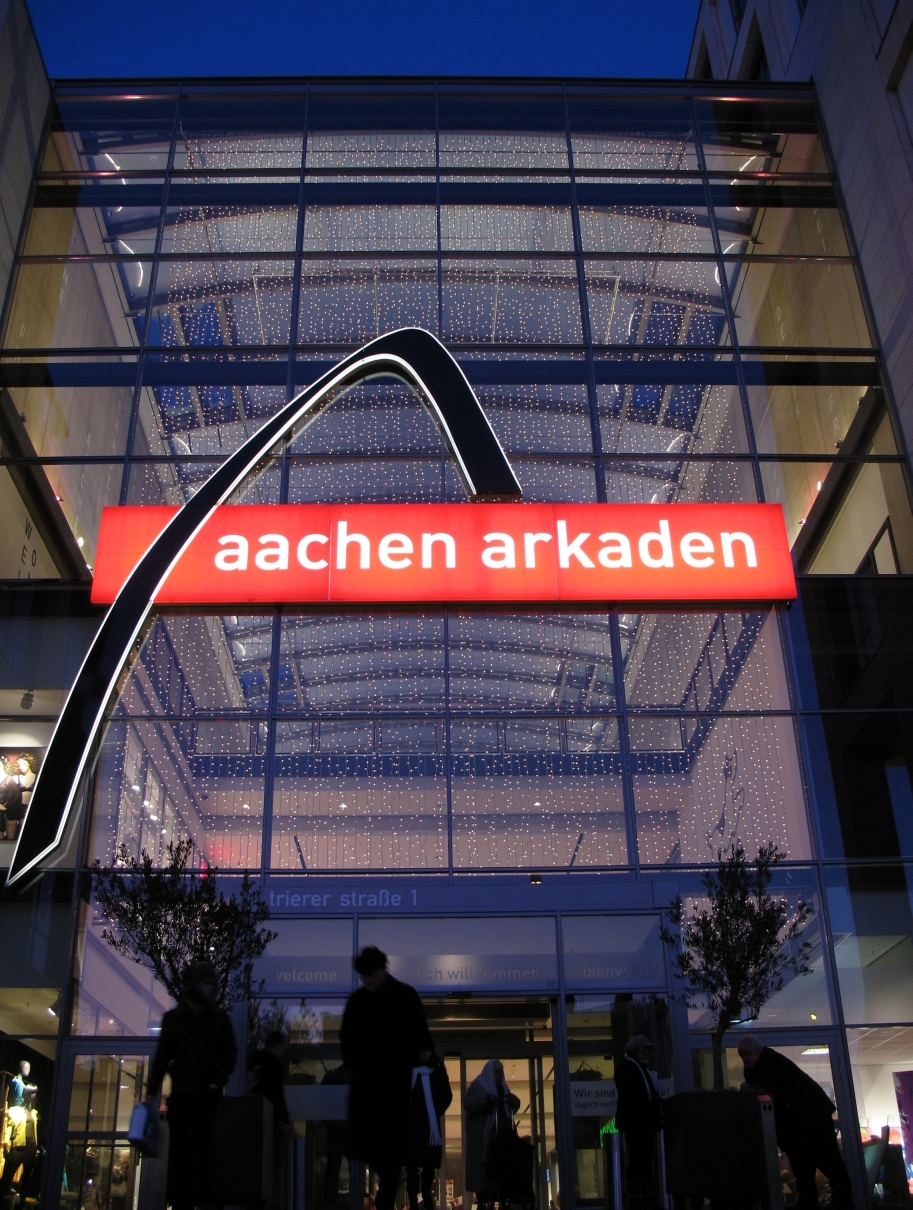
Winkelcentrum tijdens de schemering

0.0: Köln Hbf ·
0.8: Köln Hansaring ·
3.7: Köln-Ehrenfeld ·
5.9: Köln-Müngersdorf Technologiepark ·
9.7: Lövenich ·
11.1: Köln-Weiden West ·
13.8: Frechen-Königsdorf ·
18.7: Horrem ·
21.4: Sindorf ·
30.3: Buir ·
35.0: Merzenich ·
39.2: Düren ·
48.9: Langerwehe ·
56.9: Eschweiler Hbf ·
60.3: Stolberg (Rheinl) Hbf ·
64.9: Eilendorf ·
68.2: Aachen-Rothe Erde ·
70.2: Aachen Hbf